# Поход дроздовцев Яссы — Дон

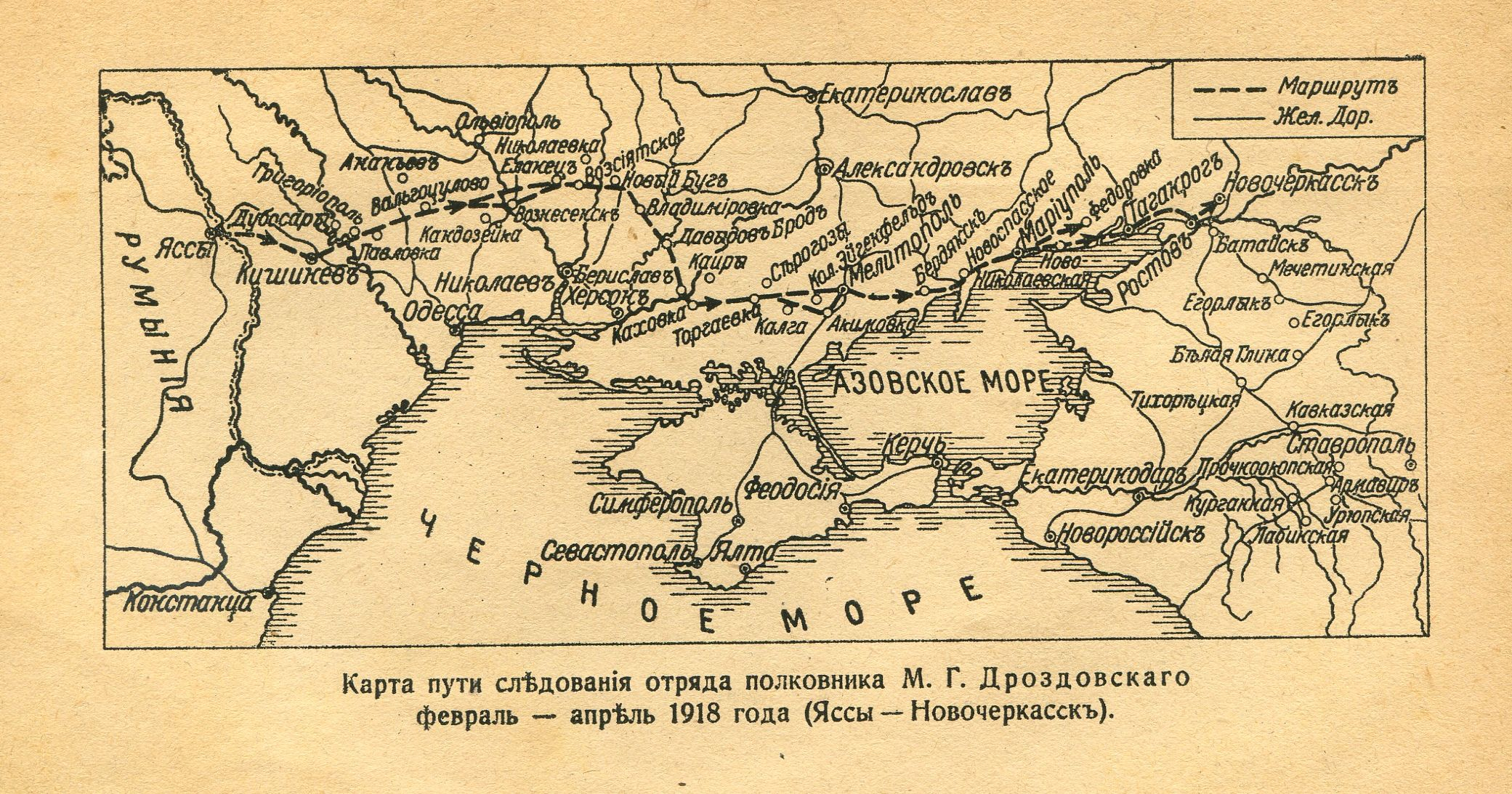
Маршрут движения отряда Дроздовского

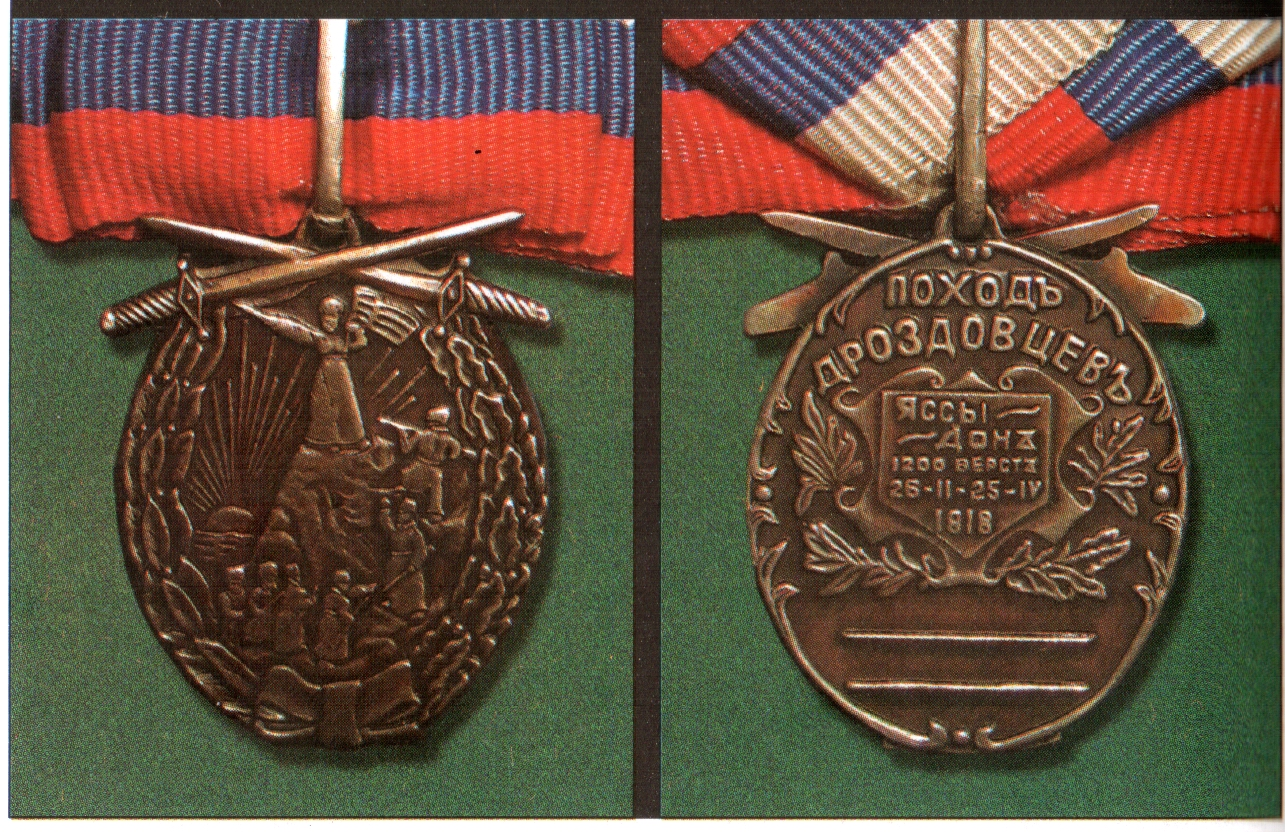
Медаль за Поход Яссы — Дон (копия средней точности, сделанная в наше время).
Утверждена Приказом Главнокомандующего Добровольческой армией № 191 от года. Носилась на груди левее всех степеней Георгиевского креста и Георгиевской медали и правее всех прочих знаков отличий и медалей. В описании «медали дроздовцев» говорилось: «Две ветки — справа дубовая как символ непоколебимого решения и слева лавровая, символизирующая решение, увенчавшееся успехом. На поле медали изображён выпуклый рисунок: Россия в виде женщины в древнерусском одеянии, стоящей с мечом в протянутой правой руке над обрывом, и на дне его и по скату группа русских войск с оружием в руках, взбирающаяся к ногам женщины и олицетворяющая стремление к воссоединению Единой, Неделимой, Великой России. Фон рисунка — восходящее солнце…»

Похо́д дроздо́вцев Я́ссы — Дон, «Дроздовский поход» (встречалось также «Румы́нский поход»), 26 февраля (11 марта) — 25 апреля (8 мая) 1918 года — переход Первой Отдельной бригады Русских добровольцев под командованием Генерального штаба полковника М. Г. Дроздовского с Румынского фронта Первой мировой войны на Дон для соединения с Добровольческой армией генерала Л. Г. Корнилова и совместной борьбы против советской власти. Поход стал одним из наиболее значительных эпизодов в истории первого этапа Белого движения на Юге России — наряду с «Ледяным походом», и был столь же тяжёлым.
Своим боем под Ростовом с намного превосходящими силами красных на завершающей стадии похода дроздовцы оказали большую помощь Войску Донскому, оттянув на себя из Новочеркасска крупные силы красных. Через несколько дней дроздовцы, соединившись с восставшими казаками, заняли столицу Войска Донского.
В результате присоединения дроздовцев Добровольческая армия почти удвоилась численно, значительно пополнилась и материальная часть, но главное — приход Дроздовской бригады на главный театр Гражданской войны придал новые силы антибольшевистскому сопротивлению Юга.

## Начало добровольческого движения
В ночь с 25 октября (7 ноября) на 26 октября (8 ноября) 1917 года в результате вооружённого переворота в Петрограде было свергнуто Временное правительство.
25 октября (7 ноября) 1917 года в Новочеркасске атаман Войска Донского генерал А. М. Каледин, получив телеграмму министра юстиции Временного правительства меньшевика П. Н. Малянтовича о вооружённом восстании в Петрограде, а затем указание начальника штаба Ставки генерала Н. Н. Духонина о необходимости борьбы с советской властью, заявил, что «окажет в тесном союзе с правительствами других казачьих войск полную поддержку» Временному правительству. До его восстановления Каледин взял на себя всю полноту власти в Донской области и объявил на Дону военное положение.
2 (15) ноября 1917 года генерал М. В. Алексеев приступил в Новочеркасске к созданию добровольческого вооружённого формирования в качестве «организованной военной силы, которая могла бы противостоять надвигающейся анархии и немецко-большевистскому нашествию»:гл. XIV. С начала декабря к этой деятельности подключился прибывший на Дон генерал Л. Г. Корнилов. 25 декабря 1917 года (7 января 1918) «Алексеевская организация» получила официальное наименование — Добровольческая армия.
Генерал Алексеев ещё в ноябре наладил связь со штабом Румынского фронта. В результате на фронте возникла идея создания Корпуса русских добровольцев, а вскоре в спешном порядке началось и формирование добровольческих формирований для продолжения войны с немцами и противодействия советской власти с целью последующей их отправки на Дон:542. По некоторым данным, генерал Корнилов также устанавливал свои собственные контакты с Румынским фронтом.
На Румынском фронте сложилась благоприятная обстановка для создания добровольческих антибольшевистских формирований. Революционная агитация в армии здесь была затруднена удалённостью от Петрограда и активным противодействием помощника главнокомандующего армиями фронта генерала Д. Г. Щербачёва:28. В частности, генерал Щербачёв добился того, что фронтовой комитет 30 октября (12 ноября) 1917 года принял решение о непризнании советской власти. В самих Яссах находилось много офицеров, покинувших свои части. Сказались и действия румынских властей, которым при поддержке Антанты (в Яссах размещался штаб французской военной миссии генерала Анри Бертло) удалось подавить революционные выступления и среди румынских, и среди русских войск. Французы не противодействовали мирным переговорам генерала Щербачёва с генерал-фельдмаршалом А. фон Макензеном и эрцгерцогом Иосифом. 26 ноября (9 декабря) в Фокшанах было заключено перемирие между объединёнными русско-румынскими и германо-австрийскими войсками. Это позволило генералу Щербачёву активизировать борьбу с большевистским влиянием в армии. В ночь на 5 (18) декабря по его приказу войска, подчинявшиеся украинской Центральной раде, заняли все штабы. Вслед за этим румыны начали разоружение частей, в которых было сильно влияние большевиков. Румынские войска стали продвигаться в Бессарабию — под предлогом охраны русских и румынских границ и поддержания порядка и спокойствия в своём тылу.
В середине ноября 1917 года в Яссах, где располагался штаб фронта, была создана тайная офицерская организация. В неё вошли, в частности, Генерального штаба полковник Б. А. Палицын — русский военный агент в Румынии, капитан Н. В. Сахаров из Главного штаба, ротмистр (по другим данным капитан) Д. Б. Бологовский, переводчик при американской миссии в Яссах подпоручик Ступин, служащий Земского союза Поздняков и другие:69. Единственной целью организации была борьба с большевиками «всеми средствами»:69. В частности, члены этой группы казнили комиссара Совнаркома в Яссах С. Г. Рошаля, прибывшего в Яссы для организации военно-революционного комитета на Румынском фронте. Рошаль — комиссар отряда прапорщика Н. В. Крыленко, занявшего могилёвскую Ставку генерала Н. Н. Духонина, растерзанного перед крыленковским вагоном — был арестован румынами, но члены организации добились его выдачи и 8 (21) декабря 1917 расстреляли.
В середине ноября 1917 офицерам фронта стало известно, что генерал Щербачёв получил письмо от генерала Алексеева, в котором сообщалось о существовании «Алексеевской организации» и её планах. После этого началась запись добровольцев для отправки на Дон.

## Создание добровольческих формирований
Первая бригада Русских Добровольцев на Румынском Фронте
(воззвание к Русским войскам в Румынии)
Офицеры и солдаты!
Учредительное собрание разогнано. Грабежи и насилия большевиков кровавыми волнами заливают русскую землю. Армии не существует: она погибла на радость ликующему врагу.
Отчаянное положение нашего отечества вызвало необходимость создания добровольческих войск. Приказом по Румынскому фронту № 1344 объявлено о сформировании
ПЕРВОЙ ОТДЕЛЬНОЙ БРИГАДЫ РУССКИХ ДОБРОВОЛЬЦЕВ.
Бригада принимает всех желающих, не считаясь с политическими взглядами, но при условии беспрекословного повиновения начальникам и соблюдения полной дисциплины.
Бригада просит штабы, начальствующих лиц и всех офицеров выбрать в частях достойнейших из солдат. При их согласии на перевод в Первую Бригаду Русских Добровольцев необходимо сообщить их фамилии штабу фронта по адресу: Штарум, капитану Генерального Штаба Фёдорову. При возможности нужно посылать их прямо в
Яссы, улица (Страда) Музелор, 24.
Офицеры и солдаты. Вы спешите домой, но там вам не будет ни отдыха, ни покоя. У порогов ваших домов братоубийственная война, внутри них — голод и слёзы. Если вам дороги ваши родные очаги, ваши дети, матери, жёны и сёстры, если мысль о них сжимает ваше сердце — ваше место под знаменем добровольческих войск; хотите их защитить и спасти — идите к нам в
ПЕРВУЮ ОТДЕЛЬНУЮ БРИГАДУ РУССКИХ ДОБРОВОЛЬЦЕВ.
Условия службы в Первой Бригаде Русских Добровольцев.
1) В частях Бригады господствует абсолютная дисциплина, никаких комитетов не существует.
2) От поступающих требуется подписка в беспрекословном подчинении начальникам.
3) Содержание офицерам начинается с 200 рублей в месяц, при полном пищевом, вещевом довольствии, солдатам — от 25 рублей в месяц до 100 в зависимости от времени службы, поведения и звания.
4) Производство в чины, награды, ранения, пенсии засчитываются на общих основаниях с армией.
Запись добровольцев производится в Яссах, улица (страда) Музелор № 24.
На станции Унгени специальный агент для пропуска прибывающих из России.
Текст воспроизводится по Дроздовский М. Г. Дневник. — Берлин: Отто Кирхнер и Ко, 1923. — 190 с.

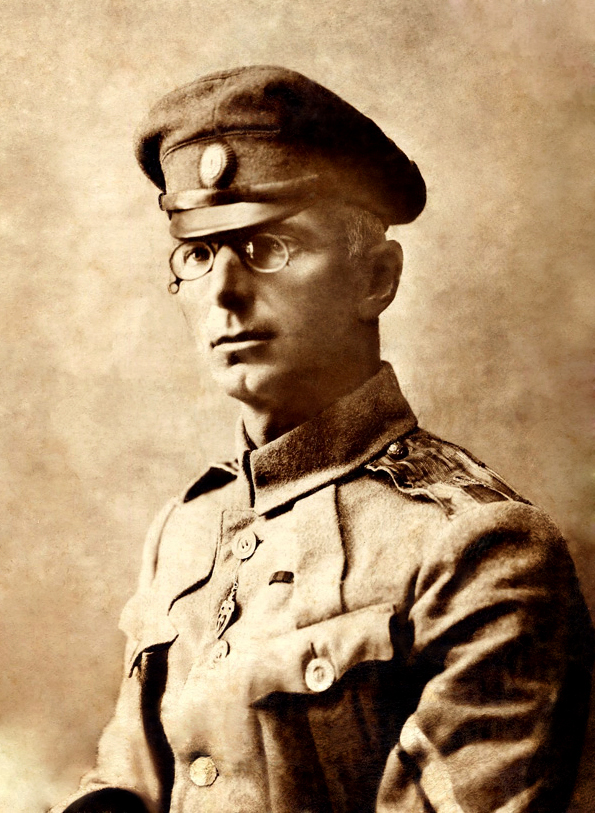
Михаил Гордеевич Дроздовский

Начало формирования будущих дроздовских частей было положено в декабре 1917 года. Вначале работа по организации добровольцев велась хаотически и непрофессионально:69. Всё изменилось после вступления в организацию бывшего начальника 14-й пехотной дивизии Генерального штаба полковника М. Г. Дроздовского — 12 (25) декабря 1917. Дроздовский быстро возглавил организацию и добился её легализации под названием «Первая Бригада Русских Добровольцев»:70. 16 (29) декабря 1917 началось формирование Отряда полковника Дроздовского — в одной из палат лазарета Евгениевской общины Красного Креста состоялось собрание офицеров, принявшее решение о создании бригады:42.
По версии Генерального штаба полковника Е. Э. Месснера, ставшего впоследствии известным корниловцем, а в то время — сослуживца и ближайшего помощника полковника Дроздовского по его службе в штабе 15-й пехотной дивизии, Дроздовский первоначально формировал 1-ю бригаду Русских добровольцев не для похода на Дон, а «для наведения порядка на Румынском фронте, для принуждения разболтанных дивизий к продолжению выполнения оборонной задачи. И лишь заключение Румынией мира освободило полковника Дроздовского от стояния на посту против германцев».
Первое время бригада Дроздовского существовала неофициально (штаб фронта просто закрывал глаза на её деятельность), однако 24 января генерал Д. Г. Щербачёв принял решение открыто санкционировать создание добровольческих частей. Командованием фронта было принято решение сформировать ещё две бригады — в Кишинёве (2-ю) и Болграде (3-ю). Однако, несмотря на настойчивые просьбы Дроздовского, Щербачёв так и не отдал приказа по фронту офицерам явиться в Яссы. Между тем офицерство, зная о ведущихся формированиях, ждало такого приказа, исходящего от непосредственного командования, и в случаях, когда начальство проявляло такую инициативу, офицеры шли за ним — например, командир 2-го Балтийского морского полка полковник М. А. Жебрак-Русанович собрал в Измаиле всех своих офицеров и выступил на соединение с отрядом М. Г. Дроздовского.
В декабре 1917 года в Яссах в доме № 24 на улице Музилер было открыто Бюро записи русских добровольцев:43—44, о создании которого Румынский фронт оповестили через объявления в газетах «Русское слово» и «Республиканец». Пункт записи в бригаду действовал совершенно открыто как организация Белого движения. Начало будущей белой бригады было положено 15 декабря 1917 года, когда первыми её бойцами стали 9 офицеров-артиллеристов 61-й артиллерийской бригады во главе с капитаном С. Р. Ниловым, которые собирались до этого пробираться на Дон самостоятельно.
Для ускорения пополнения бригады добровольцами, кроме самих Ясс, были открыты пункты вербовки в Кишинёве, Тирасполе, Одессе. Люди Дроздовского специально посещали вокзалы и кафе, заводили там разговоры с офицерами, массово приезжавшими с фронта, и рассказывали об организации. Дроздовский и сам часто участвовал в агитации среди потенциальных добровольцев (во время отсутствия Дроздовского в Яссах его замещал ближайший помощник — начальник штаба бригады Генерального штаба полковник М. К. Войналович).
Для идейного сплочения добровольцев, невзирая на декларируемую внепартийность, Дроздовский организовал в бригаде «параллельную структуру» — тайную монархическую организацию. Идея начать в неё вербовку внутри создаваемого отряда принадлежала ротмистру Бологовскому, и оно было сразу принято командиром бригады. Вербовку вели сам Дроздовский и ротмистр Бологовский, завербованным членам выдавались специальные карточки трёх степеней: большинство имело карточки с одной полосой, 12 человек из командного состава — с двумя, и лишь у Дроздовского и Бологовского были карточки с тремя полосами. В отряде такими карточками обзавелись около 90 % бойцов. Как пишет Р. Г. Гагкуев:52, это, по сути, двойное подчинение, с одной стороны, повышало сплочённость дроздовцев (на монархической основе), но с другой стороны, создавало определённые предпосылки для трений в будущем с другими частями Добровольческой армии. Как отмечает историк А. В. Шишов, отряд Дроздовского был сплочён идеей восстановления в России монархии и династии Романовых, а командир этих идейно сплочённых добровольцев получал над ними двойную власть и мог теперь рассчитывать на неограниченную преданность подчинённых.
Вербовка шла с трудом, очень часто в ответ на предложение дроздовцев офицерам присоединяться к ним следовал ответ: «Мы устали, мы воевали три года, поедем домой, отдохнём и… если у вас что-нибудь выйдет, то присоединимся»:43—44. Хотя на Румынском фронте находилось около 40 тысяч офицеров, в течение первых двух недель в отряд записались лишь 218 человек. Нередко записавшиеся добровольцы скрывались после получения 150 румынских лей положенного пособия:48.
Поступавшие в бригаду офицеры группировались в общежитии лазарета Евгениевской общины, а затем партиями направлялись в Скинтею, где распределялись по родам войск. Конно-горная батарея капитана Б. Я. Колзакова стала первой частью, созданной Дроздовским. Затем последовали пулемётная команда, 1-я рота под командой подполковника В. А. Руммеля, 2-я рота капитана Л. И. Андреевского и лёгкая батарея полковника М. Н. Ползикова. Позднее на базе группы офицеров 8-го драгунского полка был организован кавалерийский эскадрон штабс-ротмистра Аникеева, гаубичный взвод подполковника А. К. Медведева и бронеотряд.
Неопределённый статус добровольческого формирования вызывал трудности с довольствием:70, хотя от союзников поступала финансовая поддержка: французская военная миссия выделила на организацию похода 5 миллионов рублей и 2 миллиона румынских лей. Вербовку пробовали проводить и под видом набора волонтёров на американскую службу:71:48, однако особого проку такой приём не дал. Всё же к январю 1918 года белый отряд насчитывал 200 бойцов, в основном офицеров; а к февралю — более 500. Формировались первые роты, батареи и различные команды. Лишь 24 января (6 февраля) 1918 года генерал Щербачёв решился открыто поддержать создание добровольческих частей. Приказом № 1413 по русским армиям Румынского фронта объявлялось о формировании Отдельного корпуса русских добровольцев в составе штаба и трёх бригад. Командиром корпуса назначался командующий 9-й армией генерал-лейтенант Кельчевский, а начальником штаба — генерал-майор А. Н. Алексеев. Полковник Дроздовский назначался командиром 1-й (Скинтейской) бригады (к концу февраля 1918 года в ней состояло около 900 бойцов:324:13). Началось развёртывание 2-й (Кишинёвской) бригады, которую вначале возглавил генерал А. В. Асташев, а затем — генерал-лейтенант Ю. Ю. Белозор (к концу февраля 1918 года в ней было около 800 бойцов:324). Планировалось создание 3-й бригады в Болграде. Случалось, бригада Дроздовского для пополнения боеприпасами, снаряжением и продовольствием вступала в стычки с пробольшевистскими частями, однако предпочтение отдавалось военной хитрости, набегам, когда в Скинтею забирали всё, что «плохо лежало» у комитетчиков: винтовки, пушки, лошадей, повозки, провизию, угоняли броневики и автомобили. Для этих задач Дроздовским и его помощником Войналовичем была создана из наиболее решительных людей «команда разведчиков особого назначения» во главе с ротмистром Бологовским — доверенным лицом командира бригады. К 20 февраля в распоряжении Дроздовского было большое количество артиллерии и пулемётов, 15 бронемашин, легковые и грузовые автомобили, радиостанция и много другого имущества, часть которого дроздовцы при уходе были вынуждены продать:32,33,37,38, часть пошла на покупку у вчерашних союзников пропусков на выход белого отряда с территории Румынии. Что не смогли продать — пришлось привести в негодность и бросить.
Как впоследствии утверждали участники событий, в то время многие, надеясь и веря в успех начатых мероприятий, открыто говорили даже о создании целой Днестровской Добровольческой армии.

## Противодействие румынских властей
24 февраля (9 марта), несмотря на протесты союзных миссий, Румыния вступила в Бухаресте в переговоры с министрами иностранных дел Центральных держав о сепаратном мире, среди условий которого были передача Румынии территории Бессарабии, уже оккупированной румынскими войсками, и разоружение русских добровольцев. С этого времени румынские власти начали в соответствии с германскими интересами препятствовать формированию русских добровольческих частей.
После начала Добровольческой армией Ледяного похода и оставления Дона связь Алексеева и Корнилова со штабом Румынского фронта прервалась, и генералы Щербачёв и Кельчевский, растерявшись и опасаясь рисковать, решив, что в сложившейся международной и внутрироссийской ситуации дальнейшее существование добровольческой организации бессмысленно, пошли на уступки румынам. Щербачёв, начав было формирование добровольческих частей, не довёл дело до конца и после начала формирования самостоятельной Украинской армии так и не решился отдать приказ русским офицерам явиться в Яссы для поступления в добровольческие части. 24 февраля (9 марта), ввиду оказываемого румынами давления, отсутствия нужной для похода на Дон конницы, начальник штаба фронта генерал Кельчевский отдал приказ, освобождавший добровольцев от подписок и распускавший добровольческие бригады. Однако полковник Дроздовский думал и действовал иначе и отказался подчиниться; в то время, как кишинёвская группа под командованием генерал-лейтенанта Ю. Ю. Белозора (2-я бригада в составе около 1000 человек) была распущена, офицеры Дроздовского решили последовать за своим командиром. На фоне полной растерянности высших руководителей Дроздовский заявил, что от начатого дела не откажется и готов повести за собой всех, кто к нему присоединится. Дроздовец А. В. Туркул вспоминал, как Дроздовский выстроил личный состав, объявил приказ, а затем сказал: «А мы всё-таки пойдём… Моё желание пробиться!». Он не только не распустил свою бригаду, но и продолжил вербовку в неё, но уже в частном порядке, так как бюро были закрыты. Теперь бойцы с фронта, желавшие участвовать в Белом движении, шли только к нему. Это решение вызвало резкую реакцию у командования фронтом. Мысль о походе в новых условиях называли безумием, авантюрой. Лишь незадолго до ухода из Румынии генерал Щербачёв изменил недоверчивое отношение и стал помогать полковнику Дроздовскому; генерал же Кельчевский до конца, где было возможно, препятствовал ему. Как писал по этому поводу американский историк Питер Кенез, в этом проявилось отличие решительного лидера: в то время как одна группа распалась, другая — такого же состава и численности — нет:131.
Пробившись сквозь заслоны румынских войск, пытавшихся разоружить отряд, со своей бригадой и присоединившимися к ней офицерами бывшей бригады генерала Белозора (60 чел.) и других частей 26 февраля (11 марта) 1918 г. Дроздовский вышел в поход на Дон.

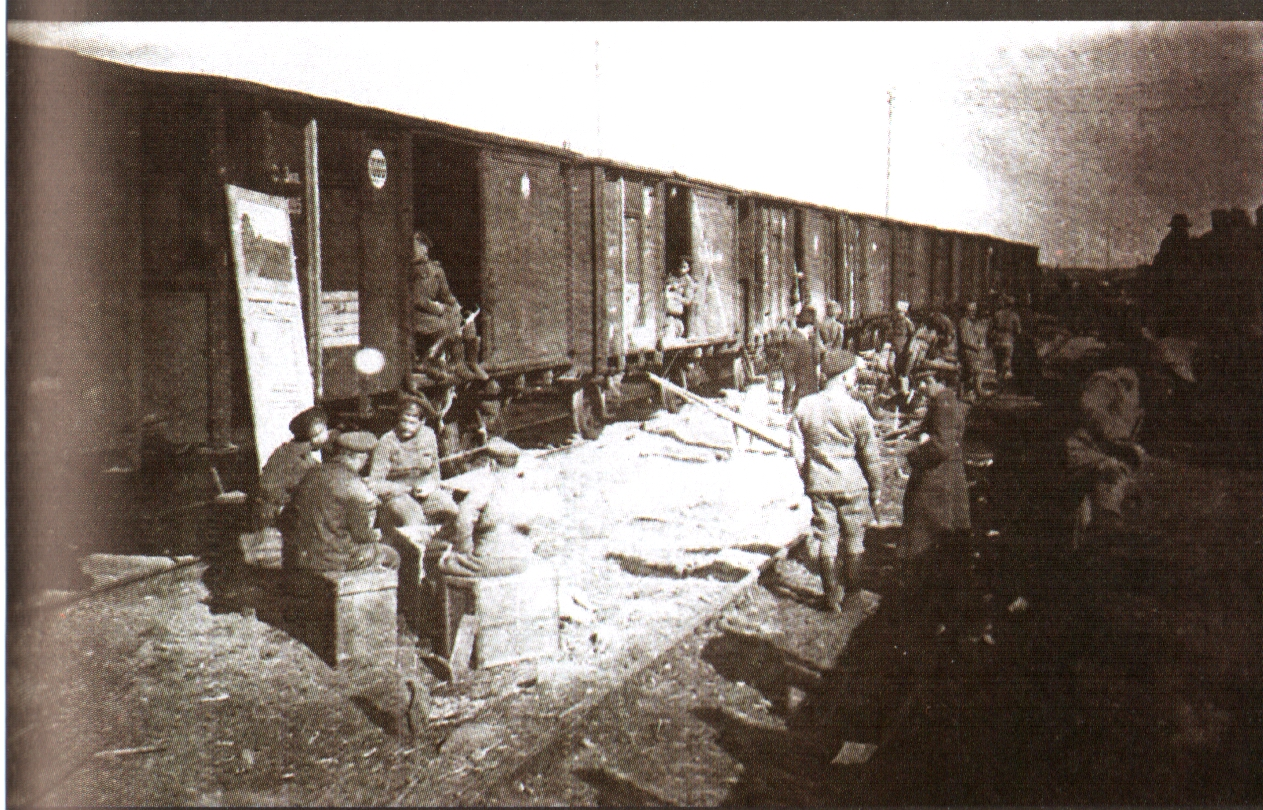
Погрузка 1-й Отдельной бригады Русских добровольцев в Яссах. Март 1918 года.

Румынское правительство официально заявило, что не выпустит добровольцев с оружием в руках и не допустит их перевозки по железной дороге и отдало распоряжение не выпускать бригаду Дроздовского с оружием (мотивируя это тем, что Украина заявила о своей независимости, заключила мир с Центральными державами, объявила нейтралитет и на проход вооружённого отряда по её территории требуется специальное разрешение:27). На это Дроздовский ответил, что «разоружение добровольцев не будет столь безболезненно, как это кажется правительству» и что «при первых враждебных действиях город Яссы и королевский дворец могут быть жестоко обстреляны артиллерийским огнём». Дважды, 23 февраля (8 марта) и 26 февраля (11 марта), румынские войска пытались разоружить части 1-й бригады, направляя в Соколы пехоту с броневиками. Дроздовский в ответ лично проводил демонстрацию, выдвигая своих подчинённых на позиции. Наиболее же тяжёлое положение сложилось 26 февраля (11 марта) после отъезда Дроздовского с утра в Яссы: когда румынские части генерала Авереску попытались окружить лагерь дроздовцев в местечке Соколы, последние по приказу полковника М. К. Войналовича выступили навстречу в боевых цепях, угрожая подвергнуть артобстрелу Ясский дворец.
Выехавший в тот день в Яссы Дроздовский вёз ультиматум румынскому королю (который и передал через генерала Щербачёва) о том, что добровольцы своё оружие не сдадут и требуют гарантий свободного пропуска до русской границы, с угрозой открыть артиллерийский огонь по Яссам и дворцу, если до 6 часов вечера румынские войска не уйдут. Применять оружие, однако, не пришлось — румыны отвели войска и подали Дроздовскому поезда для перевозки отряда в Кишинёв. Историк А. В. Шишов отмечает, что реакция румынского командования на ультиматум «дроздов» стала большой моральной победой белых, ещё сильнее сплотившей бойцов вокруг их командира, до такой степени, что последнего впоследствии даже назовут «обладателем маленькой преторианской армии».
Надежды на пополнение из состава Кишинёвского гарнизона почти не оправдались — здесь к отряду Дроздовского присоединилось всего несколько десятков офицеров из 2-й бригады добровольцев генерал-лейтенанта Ю. Ю. Белозора. Сам Белозор — в ответ на предложение Дроздовского ему, как старшему по званию, возглавить весь отряд — отказался, сославшись на приказ штаба фронта, освобождавший всех от взятых на себя обязательств, вдобавок призвав всех не доверять «безумному плану Дроздовского»:56.
26—28 февраля (11—13 марта) из Ясс в Кишинёв выступили шесть эшелонов отряда Дроздовского, а также автоколонна. На станции Перлица (Бельцкий уезд Бессарабской губернии) произошло очередное столкновение с румынскими частями, разрешившееся в пользу бригады Дроздовского: румыны пытались захватить паровоз головного состава. 4 (17 марта) вся бригада сосредоточилась в Дубоссарах, на левом берегу Днестра, вне оккупационной зоны румын.

## Состав отряда
5 (18 марта) в Дубоссарах, после присоединения к отряду команды болградских конно-пионеров и Польского эскадрона была произведена реорганизация, в результате которой бригада приняла следующий вид:
- штаб (начальник штаба — полковник М. К. Войналович, его помощник — подполковник Г. Д. Лесли);
- сводно-стрелковый полк (командир — генерал-майор В. В. Семёнов, помощник командира  полковник А. К. Фридман)[49];
- конный дивизион (102 сабли[48], штабс-ротмистр Б. А. Гаевский) — из двух эскадронов (штабс-ротмистр Аникиев и ротмистр В. А. Двойченко)[21];
- артиллерия (общее командование генерал-майора Н. Д. Невадовского (поступившего сначала рядовым артиллеристом));
- конно-горная батарея (капитан Б. Я. Колзаков);
- лёгкая батарея (полковник М. Н. Ползиков);
- мортирный взвод (полковник А. К. Медведев);
- команда связи;
- конная и автомобильная радиотелеграфные станции (подполковник Гран);
- автоколонна (капитан Лисицкий);
- броневой отряд (капитан Ковалевский)[50];
- команда конных разведчиков особого назначения (15 сабель);
- полевой лазарет (старший врач М. Введенский);
- техническая часть, обоз[21];
- интендантство (полковник Абрамов)[19]:61.

Отряд Дроздовского имел следующий состав: 667 офицеров (все молодые фронтовики: штаб-офицеров, кроме штабных, было всего 6 человек), 370 солдат, 14 врачей, священников и 12 сестёр милосердия, всего 1063 человека:130. В чине капитана и выше в отряде было не менее 20 человек, преобладали прапорщики и «офицеры военного времени».
По своему составу бригада Михаила Гордеевича была аналогична Добровольческой армии генерала Корнилова, причём даже пропорция людей в погонах была такой же. В Ледяной поход выступали те же фронтовики и младшие офицеры, те же георгиевские кавалеры.

## Переход
Я ___________________, поступая добровольно в Национальный Корпус Русских Добровольцев, имеющий целью воссоздание порядка и организацию кадров по воссозданию российской армии, причём за всё время пребывания в Корпусе обязуюсь:
1) Интересы Родины ставить превыше всех других, как-то — семейных, родственных, имущественных и пр. Поэтому защищать с оружием в руках, не жалея своей жизни, родину, жителей её без различия классов и партий — и их имущество от всякого на них посягательства.
2) Не допускать разгрома и расхищения каких бы то ни было складов.
3) Всюду стоять на страже порядка, действуя против нарушителей всеми способами до применения оружия включительно.
4) Быть внепартийным, не вносить и не допускать в свои ряды никакой партийной розни, политических страстей, агитации и т. д.
5) Признавать единую волю поставленных надо мною начальников и всецело повиноваться их приказаниям и распоряжениям, не подвергая их обсуждению.
6) Всюду строго соблюдать правила дисциплины, подавая собою пример окружающим.
7) Безропотно и честно исполнять все обязанности службы, как бы ни тяжелы временами ни были.
8) Не роптать, если бы случайно оказался недостаток обуви, одежды, пищи или она оказалась бы не вполне доброкачественной.
9) Также не роптать, если бы оказались неудобства расквартирования, как-то: теснота, холод, грязь и пр.
10) Не употреблять спиртных напитков и в карты не играть.
11) Без разрешения своих начальников от своих частей не отлучаться.
12) В случае неповиновения, дезертирства, восстания, агитации против дисциплины подлежу наказанию по всей строгости законов военного времени.
_________________________ (подпись)
(число, месяц)___________________1918 г.
Текст воспроизводится по Дроздовский М. Г. Дневник. — Берлин: Отто Кирхнер и Ко, 1923. — 190 с.

Части походной колонны полковника Дроздовского в Херсонской губернии, весна 1918 года

«Дроздовский поход» от местечка Соколы до Новочеркасска длился 61 день. 7 (20 марта) отряд выступил из Дубоссар; 15 (28 марта) переправился через Южный Буг у Александровки; 28 марта (10 апреля) перешёл Днепр у Бериславля; 3 (16 апреля) дроздовцы заняли Мелитополь; 21 апреля (4 мая) взяли штурмом Ростов:326.
Все походники нашивали на рукава шевроны национальных цветов: белый, синий и красный. Отличившиеся в ходе боёв за время похода награждались Георгиевскими крестами.
Дроздовский строго следил за спаянностью своих подчинённых. Проявивший в бою трусость или недовольство тяготами похода изгонялся из отряда. Так был изгнан с позором подпоручик Попов, покинувший сослуживцев в опасности. Пресекал Дроздовский и конфликты между подчинёнными: выживший в ходе дуэли с подпоручиком Белевским корнет Петров был взят под арест с отнятием личного оружия. Командир отряда собирался лишить дуэлянта фронтовой награды — ордена Святой Анны — но корнета спасло заступничество командира конного дивизиона и начальника штаба бригады.
На протяжении похода отряд пополнялся, однако приток добровольцев остался незначительным: в Каховке около 40 человек, Мелитополь — около 70, Бердянск — 70—75, Таганрог — 50. Значительная группа офицеров и юнкеров из Одессы (более 100 человек, около 10 пулемётов) не выдвинулась навстречу дроздовцам, дезинформированная ложным известием о гибели отряда, перепечатанным одесскими газетами из «Киевской мысли». Но уже в первой казачьей станице Новониколаевской в строй дроздовцев встало столько казаков, что сразу была сформирована первая конная донская сотня под командованием есаула Фролова. Там же записалось в добровольцы 44 женщины". Кроме того, Дроздовский повторил шаг первопоходников, поставив в строй примерно 300 бывших пленных красноармейцев и сформировав из них 4-ю роту Офицерского стрелкового полка. Как показала история дальнейших событий, бывшие красноармейцы в рядах «дроздов» проявили себя отлично, впоследствии же многие из них получили чины прапорщиков и подпоручиков". С другой стороны, одновременно с процессом закалки походными невзгодами основного ядра отряда, шёл и процесс отсеивания «неустойчивого элемента»: историк Шишов отмечает, что по различным причинам отряд за всё время перехода на Дон оставило всего 12 человек.

Боевой флотский Андреевский флаг 1-го полка Балтийской дивизии, принесённый М. А. Жебраком из Измаила и ставший боевым знаменем бригады Дроздовского

13 [26] марта 1918 года в районе села Новопавловка с «дроздами» соединился, а 26 марта [8 апреля] (после переправы через Южный Буг) — подчинился Дроздовскому флотский отряд полковника М. А. Жебрака-Русановича в 130 человек из состава Отдельной Балтийской морской дивизии. Объединение произошло не сразу из-за того, что морской полковник сначала настаивал на особой «автономии» морского отряда, и только после неоднократных сложных переговоров Жебрак был вынужден согласиться с командиром бригады, что его командирская самостоятельность стала бы прямым нарушением армейского уклада, и подчиниться Дроздовскому, войдя в его отряд на общих основаниях. Уже в первых же боях эти разногласия были забыты, а Жебрак-Русанович вскоре стал одним из самых близких сподвижников Михаила Гордеевича.
Отряду Дроздовского, проходившему в день 60—65 километров, удалось быстро пересечь территорию УНР. Для большей скорости передвижения вместо автомобилей и броневиков, с трудом передвигавшихся в непролазной грязи, пехота дроздовцев была посажена на телеги:50. В условиях всеобщего хаоса тысяча штыков представляла собой серьёзную силу, поэтому Дроздовскому легко давались победы над небольшими группами красных войск, встречавшихся ему на пути:132: так, в районе Каховки и под Мелитополем Дроздовским практически без потерь были разбиты два советских отряда; были предприняты две-три карательные экспедиции:69,91. В Каховке был проведён военный парад: бригада русских добровольцев промаршировала по центру города под Андреевским флагом 1-го полка Балтийской дивизии.
Единственный дошедший до Новочеркасска бронеавтомобиль «Верный» («Броневик № 3») под командованием капитана С. Р. Нилова часто выручал «дроздов» в сложных ситуациях и в бою оказывался эффективнее любого орудийного расчёта бригады. В различных пунктах по пути следования отряда интендант дроздовцев умудрялся добыть различными путями бензин, определённый запас которого был неприкасаемым. Команда «Верного» состояла из 7 офицеров-артиллеристов и рядового солдата-латыша: сам капитан Нилов, штабс-капитан Антипов, поручик Бочковский, подпоручик Муромцев, прапорщик Шаталин, прапорщик Гребенщиков, унтер-офицеры Кобенин и серб Хорат, слывший мастером вождения. Все члены экипажа были одними из первых бойцов, прибывших к Дроздовскому ещё в Скинтею.
Подход белых к Мелитополю вылился в сплошное триумфальное шествие: начиная с пригородов походников начали встречать толпы крестьян с приветствиями, а ближе к городу подносили хлеб-соль, центр города был забит толпами людей. Несмотря на то, что здесь больших трофеев дроздовцам не досталось, они неожиданно для себя стали обладателями блиндированной платформы, которая вместе с паровозом и составила первый бронепоезд дроздовских частей. Здесь же состав бригады пополнился двумя командами мотоциклистов: в городе был найден десяток исправных мотоциклов, а среди офицеров отряда нашлись те, кто был знаком с этой техникой.
В Мариуполе настроение масс было большевистским, поэтому ротмистр Бологовский со своей особой командой конных разведчиков прочесал город и по всем правилам контрразведки перевербовал за двойную плату агента красных. Для целей же фронтовой разведки, учитывая, что офицеру затруднительно изображать крестьянина или торговца, по примеру красных, послали вызвавшуюся сестру милосердия и старшую унтер-офицерку, награждённую Георгием 2-й степени.
За время похода отряд сумел пополнить свою материальную базу за счёт складов, попадавшихся на пути. В Мелитополе удалось найти ботинки и сапоги, а из захваченного здесь материала — пошить новое обмундирование, так удивившее впоследствии бойцов Добровольческой армии на параде в Мечётинской во время присоединения к ним дроздовцев. В Мариуполе у красных войск удалось отбить лошадей, в Бердянске и Таганроге — пополнить свой арсенал оружия и боеприпасов, а также получить в своё распоряжение автомобили, бензин и даже два аэроплана:132.
Во время ночёвки в Николаевке «дрозды» едва не потеряли бронеавтомобиль «Верный», накануне провалившийся задними колёсами при переходе по мостику через речную протоку и ценой неимоверных усилий сотен людей едва оттуда вызволенный. При загадочных обстоятельствах внутри машины взорвалась ручная граната, взрывом которой вырвало заднюю дверь, расщепило днище и сорвало пулемёт. Пострадавший броневик при этом свой ход и боеспособность сохранил, а находившийся в момент взрыва в броневике шофёр-рядовой чудом не пострадал.
Между тем вести, доходившие до «дроздов» с Дона, являвшегося целью их похода, становились всё более тревожными: 14 апреля — с возвращением в отряд поручика Кудряшова, отправленного десятью днями ранее на разведку с целью выяснить положение на Дону и выйти на связь с генералом Корниловым и из-за своей маскировки под фронтового большевика едва не поплатившегося жизнью среди крестьян, — окончательно подтвердились сведения, что весь Дон в руках большевиков; о генерале Корнилове говорили, что он «дерётся где-то в районе ст. Кавказской, и ходят даже слухи, что он убит». Слухи о гибели генерала определённо подтвердил вернувшийся с разведки с Кубани ротмистр Бологовский. У многих участников похода настроение становилось мрачным. Чтобы избежать ухудшения психологической обстановки, о предполагаемой смерти генерала Корнилова Дроздовский сообщил лишь командирам частей. Был он мрачным, замкнутым, предпочитая не делиться с окружающими своими мыслями, вёл отряд вперёд, руководствуясь не столько реальной информацией, сколько верой и интуицией. Он оказался прав: после прохождения Бердянска участники похода получили и радостные для них новости: Добровольческая армия жива и продолжает боевые действия.

### Отношения с населением
На своём пути отряд Дроздовского восстанавливал в деревнях, сёлах и городах прежние формы управления и ликвидировал органы советской власти. В некоторых случаях он координировал свои действия с уже существовавшими антисоветскими группами (например, с организаторами бердянского восстания). Жители многих населённых пунктов, уже привыкшие к этому времени к реквизициям и грабежам со стороны разных вооружённых групп, выражали своё удивление тем, что дроздовцы платили за продукты, получаемые от населения:68. Такой порядок в белой бригаде был жёстко установлен её командиром, уделявшим большое внимание дисциплине, сразу. Самовольные реквизиции, которыми поначалу грешили некоторые кавалеристы, были раз и навсегда пресечены Дроздовским, возражавшим против всяких реквизиций, в том числе провианта и фуража. С местными жителями расплачивались деньгами из бригадной казны, но при этом от продавцов требовалось продавать продукты «по-божески».
По словам самих участников похода, они пользовались поддержкой значительной части населения областей, по которым пролегал их путь:305:
…отряд Невадовского. С 22-го на 23-е он ночевал на хуторе партизан, что верстах в шести севернее Малеевки. Хуторяне встретили их хлебом-солью, называли своими спасителями, накормили всех прекрасно, лошадям дали фуража до отвала и ни за что не захотели взять ни копейки.
Генерал А. И. Деникин о походе отряда Дроздовского писал в «Очерках русской смуты»:
Население повсюду встречало отряд как своих избавителей и, не отдавая себе отчёта ни в силе, ни в назначении его, с приходом добровольцев связывало надежды на окончание смуты. Из далёких сёл приходили депутации, прося спасти их от «душегубов», привозили связанными своих большевиков, членов советов — и преступных, и может быть невинных — «на суд и расправу»:327.
Историк А. В. Шишов пишет, что в большинстве случаев население встречало белый отряд доброжелательно или нейтрально. В то же время, по мнению историка В. П. Федюка, походу сопутствовали частые стычки с местным населением, а у тех, кто отбился от отряда, «было мало шансов остаться в живых»:50.
Меры, применявшиеся дроздовцами по отношению к лицам, замешанным в убийствах и грабежах, совершались согласно законам военного времени. Организаторов разбоя и его активных участников — особенно если это были большевики, севастопольские матросы или дезертиры с фронта:68 — расстреливали с объявлением состава преступления, а их дома сжигали — часто в отместку за подобные же деяния с их стороны. Гражданских лиц подвергали публичным телесным наказаниям при участии их соседей:68.
Сам Дроздовский в своём дневнике описал ряд случаев бессудной расправы с населением деревень, поддерживавших красных. Например, запись «22 марта, Владимировка» гласит:
Окружив деревню, поставив на позицию горный взвод и отрезав пулемётом переправу, дали две, три очереди из пулемётов по деревне, где всё мгновенно попряталось, тогда один конный взвод мгновенно ворвался в деревню, нарвался на большевистский комитет, изрубил его, потом потребовали выдачи убийц и главных виновников в истязаниях четырёх ширванцев (по точным уже сведениям, два офицера, один солдат-ширванец, писарь и один солдат, приставший к ним по дороге и тоже с ними пробиравшийся). Наш налёт был так неожидан и быстр, что ни один виновник не скрылся… Были выданы и тут же немедленно расстреляны; проводниками и опознавателями служили два спасшихся и спрятанных владимирцами ширванских офицера. После казни пожгли дома виновных, перепороли жестоко всех мужчин моложе 45 лет, причём их пороли старики; в этой деревне до того озверелый народ, что когда вели этих офицеров, то даже красногвардейцы не хотели их расстреливать, а этого требовали крестьяне и женщины… и даже дети… <…> Затем жителям было приказано свезти даром весь лучший скот, свиней, птицу, фураж и хлеб на весь отряд, забраны все лучшие лошади; всё это свозили к нам до ночи… «Око за око…» Сплошной вой стоял в деревне:67—68.
Как пишет современный историк Р. Г. Гагкуев, наказание, месть творившим беззаконие не были для Дроздовского самоцелью: он старался восстановить порядок, пусть всего лишь на время, пробудить самосознание населения губерний, через которые проходил отряд. Надо сказать, что весьма часто этой цели командир отряда достигал: крестьяне зачастую просили Дроздовского «назначить в их сёла хотя бы по одному офицеру» для организации под его руководством отрядов самообороны или даже просто просили «стать их начальником»:68. Организующимся отрядам местной самообороны, стремившимся защитить свои селения от грабителей, «дрозды» оставляли оружие и патроны. Так, в Новом Буге начальнику самообороны учителю и бывшему прапорщику было предоставлено 10 винтовок с патронами, несмотря на то, что этот боровшийся с грабителями учитель был большевиком и не стал этого скрывать перед белыми.
Деникин позднее в своих воспоминаниях отметит невольную и неизбежную «оборотную сторону медали» — он напишет, что когда наутро отряд дроздовцев уходил дальше, он зачастую оставлял за собой разворошённый муравейник, кипящие страсти и затаённую месть:327.

### Взаимоотношения с австро-германскими войсками
Наперерез курсу русского отряда — непрерывным потоком от Бирзулы к Одессе и на восток — шли эшелоны с австро-германскими войсками, введёнными по приглашению Украинской центральной рады для оказания ей помощи в борьбе против её противников — согласно заключённому соглашению между Радой и Центральными державами, которое являлось юридическим основанием фактической оккупации и признавалось советским правительством, соглашавшимся впоследствии установить точную границу с УНР. Неопределённость же границ в данный момент давала формальные основания австро-германцам для агрессивных действий на не входивших в состав УНР территориях под предлогом её защиты. Дроздовскому пришлось решать ту же проблему, что была одной из главных и для самой Добровольческой армии: как русским белым офицерам относиться к немцам, которые в соответствии с Брестским миром начали оккупацию южных губерний?
Сам Дроздовский, как и большинство командного состава бывшей Русской Императорской армии, не признавал Брестского мира и не считал войну оконченной, к тому же в 1918 году в среде русского генералитета и офицерства ещё сильны были надежды на быструю и серьёзную помощь Белому движению от Антанты.
Как пишет в своих мемуарах генерал Деникин, Дроздовский ясно осознавал, что у его отряда нет ни достаточных сил, ни возможности противодействовать немецким войскам без отказа от выполнения своей основной задачи:327. В связи с этим, он решил соблюдать нейтралитет в отношении австро-германцев и объявил, что его отряд борется только с большевиками. Во время всех вынужденных встреч и переговоров с германскими офицерами Дроздовский старался вводить немцев и австрийцев в заблуждение, говоря им о намерении отряда двигаться к центру России и даже на Москву:65.
Сравнительно слабые:88 передовые немецкие части также не спешили вступать в столкновение с хорошо вооружённым, организованным и морально стойким отрядом — несмотря на то, что их пикеты зачастую открывали огонь по разъездам Дроздовского, сами части отходили в сторону, уступая дорогу. У рядовых немецких офицеров вызывал уважение поступок горстки бойцов, оставшихся верными долгу среди всеобщего развала, — немецкие офицеры зачастую приветствовали русский отряд отданием чести и пожеланием удачи:327:133:274.

Это подтверждается и словами участника «Дроздовского похода» П. В. Колтышева: 
В беседе с нашими агентами германские офицеры высказывались, что они очень симпатизируют патриотической задаче добровольцев. Что на нашем месте они поступили бы так же, как мы:320.

Цитата из дневника Дроздовского: 
7 апреля Константиновка
Странные отношения у нас с немцами; точно признанные союзники, содействие, строгая корректность, в столкновениях с украинцами — всегда на нашей стороне, безусловное уважение. Один между тем высказывал — враги те офицеры, что не признали нашего мира. Очевидно немцы не понимают нашего вынужденного сотрудничества против большевиков, не угадывают наших скрытых целей или считают невозможным их выполнение. Мы платим строгой корректностью. Один немец сказал: «Мы всячески содействуем русским офицерам, сочувствуем им, а от нас сторонятся, чуждаются»… Немцы — наши враги; мы их ненавидим, хотя и уважаем…:108
Дроздовский поражался тому, что и австрийцы, и немцы, при всей их аккуратности и хорошо поставленном военном деле, оценивали численность его отряда «в 5 тысяч, из коих 2 тысячи офицеров», о чём Дроздовский неоднократно получал сообщения от своих информаторов:106,121.
Позднее Михаил Гордеевич, рассказывая о своих взаимоотношениях с германцами, скажет, что к концу похода, после днёвки в Мелитополе, задача бригады заключалась в том, чтобы, идя впереди немцев, спасать своим появлением население от бандитов, а вторичным появлением вслед на собой — у того же населения будить патриотические чувства, сознание, что Русская армия не погибла. «Русской армией для малороссиян были в течение походных двух месяцев только мы. Одна бригада в тысячу с небольшим белых добровольцев».

### Отношения с местными властями на территории УНР
9 (22 января) 1918 Украинская народная республика, во главе которой стояли социалисты разных партий, издала IV Универсал, которым провозгласила полную независимость от России. 27 января (9 февраля) 1918 независимость Украины была признана Центральными державами, с которыми УНР подписала сепаратный мир. Путь отряда Дроздовского пролегал через пять губерний бывшей Российской империи, три из которых — Херсонская, Таврическая и Екатеринославская — были включены украинским правительством в состав новосозданного украинского государства.
На юге власть киевского правительства отсутствовала — в начале 1918 года здесь возникли различные самопровозглашённые образования (Одесская Советская Республика, Донецко-Криворожская советская республика, признававшие власть «красных» Харькова и Москвы и враждебные УНР). Власть УНР была настолько слабой, что самостоятельно справиться с этими мятежными образованиями она не могла. 3 (16 февраля) 1918 правительство УНР обратилось к своим новым союзникам — Центральным державам — с просьбой о помощи. На Украину вошли немецко-австрийские войска. Они медленно продвигались с запада на восток, в основном по железным дорогам, утверждая власть УНР. В авангарде немецких войск, зачастую лишь в демонстрационных целях, находились подразделения армии УНР.
По сути, Дроздовский всё время шёл по территории иностранного государства, охваченного мятежом. Переход не был согласован с местными властями, поэтому последние могли в любой момент потребовать от отряда разоружиться. В то же время Дроздовский осознавал, что сил на принудительные меры в отношении отряда у этих властей нет, и поэтому занимал к ним нейтральную, но независимую позицию. Отношение же с их стороны к дроздовцам было также декларативно-нейтральным, но фактически неприкрыто враждебным при одновременном отсутствии решимости вступать с белыми в открытые вооружённые столкновения. Командир отряда оставил в своём дневнике запись о своих впечатлениях об этих отношениях:
7 апреля Константиновка
С украинцами … — отношения отвратительные: приставанья снять погоны, боятся только драться — разнузданная банда, старающаяся задеть <…> Начальство отдаёт строгие приказы не задевать — не слушают. Некоторые были побиты — тогда успокоились, хамы, рабы. Когда мы ушли, вокзальный флаг (даже не строго национальный) сорвали, изорвали, истоптали ногами <…> Украинцы — к ним одно презрение, как к ренегатам и разнузданным бандам. Немцы к украинцам — нескрываемое презрение, третирование, понукание. Называют бандой, сбродом…:108—109
.
Трения с властями УНР происходили также из-за припасов, военного имущества и денежных средств, захваченных у «мятежников» по пути следования отряда. Дроздовский пытался удерживать это имущество, ссылаясь на принцип военного трофея, однако чаще всего, из-за угрозы вмешательства австро-немецких войск на стороне украинцев, отряду приходилось оставлять трофеи и спешно уходить дальше. Украинские власти также требовали от Дроздовского передачи для последующего суда всех захваченных пленных.

### Завершение похода
21 апреля (4 мая), обогнув с севера уже занятый немцами Таганрог, участники похода подошли к Ростову, на тот момент — столице Донской Советской Республики. Данные разведки Дроздовского указывали на стремление наступающей германской армии занять Ростов. Поэтому, стремясь добыть для Добровольческой армии и Дона военные запасы города, командир отряда решился на рискованную операцию против большого красного гарнизона, занимавшего к тому же хорошо укреплённую позицию. Силы большевиков составляли 12 тысяч красногвардейцев при шести батареях, отряды рабочих из предместий, а также судно связи «Колхида» (яхта призванная во время войны), которое обстреливало наступающих с реки:69.

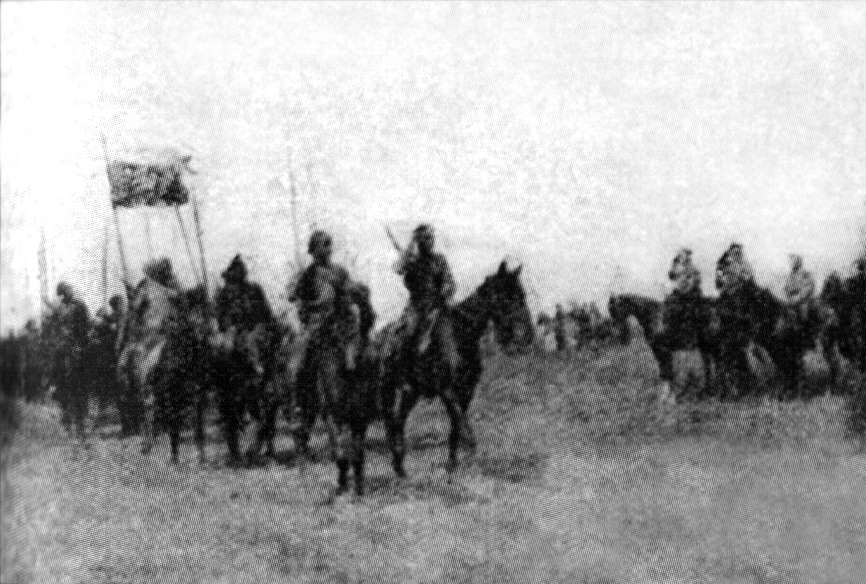
Соединение отряда Дроздовского с Добровольческой армией

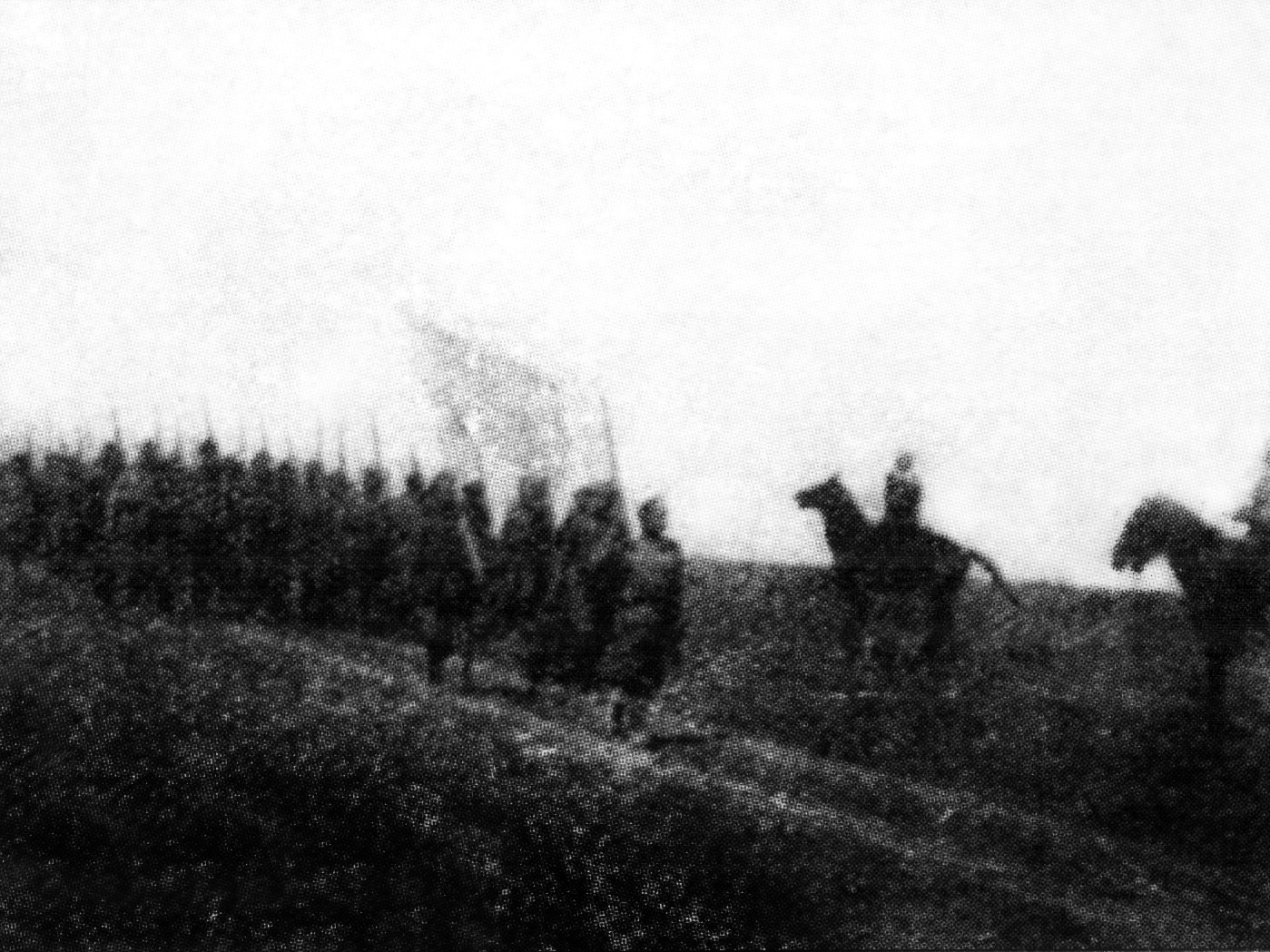
Соединение отряда Дроздовского с Добровольческой армией

Впоследствии Михаил Гордеевич признавал, что осознавал трудности взятия города, и особенно его удержания, тем не менее главную роль отводил психологическому и моральному значению овладения таким крупным и важным центром.
В Пасхальную ночь 21 апреля (4 мая) конный дивизион дроздовцев с лёгкой батареей и броневиком под командованием начальника штаба отряда полковника М. К. Войналовича атаковал позиции советских войск, разбил их и взял городской вокзал и привокзальные улицы. Под впечатлением внезапного разгрома советское руководство начало покидать Ростов, а отряды Красной гвардии — сдаваться в плен; однако через час, видя отсутствие подкрепления у добровольцев, красные начали контратаку подавляющими силами. Войналович погиб первым, авангард Дроздовского начал отступать. Но после подхода основных сил дроздовцев большевики, преследуемые огнём артиллерии, оставили город и отошли на Нахичевань.
Во взятом после упорнейшего боя отрядом Дроздовского Ростове на территории городского вокзала была организована запись добровольцев. Уже ночью сюда прибыл и сам Дроздовский.
На рассвете к выбитым из Ростова красным отрядам из Новочеркасска один за другим стали подходить красногвардейские эшелоны. Под огнём уже 2 бронепоездов красные повели наступление на Ростов. Добровольцы контратаковали, однако подавляющая численность и не свойственная ранее советским войскам организованность действий не позволили дроздовцам развить успех. Как позднее выяснилось, со стороны красных в этом бою участвовало около 28 тысяч бойцов (39-я дивизия с Кавказского фронта, Латышская стрелковая бригада, шесть батарей полевой артиллерии, две гаубичные батареи, два бронепоезда, уже упоминавшая паровая яхта «Колхида» и гвардейский флотский экипаж). Видя отсутствие возможности далее продолжать сражение, Дроздовский отвёл войска в сторону Таганрога. В самый тяжёлый момент боя к Дроздовскому прискакали немецкие кавалеристы — офицеры германского уланского полка, подошедшего на рассвете к Ростову. Германцы предложили свою помощь. Дроздовский поблагодарил их, но помощь принять отказался:21. При отступлении дроздовцев от Ростова наблюдавшие бой немецкие посты отдавали им честь.
Командир отряда решил направиться к Новочеркасску, а через четыре дня красный Ростов достался без боя головной дивизии 1-го германского корпуса, так как командование Красной армии перед лицом немцев бежало в Царицын, оставив в Ростове сотни своих солдат, которых германцы разоружили и отпустили:134. Так закончилось существование Донской Советской Республики.
Российский историк В. Г. Бортневский на основании работы с рукописными материалами из Пражского архива писал, что дроздовцы потеряли 12 человек убитыми, 60 ранеными, 5 пропавшими без вести, пулемёты и часть обоза. Советские войска же потеряли не менее 3 тыс. бойцов. Самой большой потерей для добровольцев стала гибель в боях полковника М. К. Войналовича, чья отвага, по словам самих дроздовцев, служила всем примером. Дроздовский записал вскоре в своём дневнике: «Я понёс великую утрату — убит мой ближайший помощник, начальник штаба, может быть единственный человек, который мог меня заменить»:71.
В отряде после отступления от Ростова была произведена реорганизация: Дроздовский отстранил от должности командира Сводно-стрелкового полка генерала В .В. Семёнова за самоустранение от участия в бою, а также в связи с накапливавшимся и теперь вылившимся недовольством походников излишней жестокостью генерала в отношении пленных большевиков и порой невиновных жителей местных населённых пунктов, через которые лежал путь отряда. На его место был назначен полковник М. А. Жебрак. Место погибшего начальника штаба полковника М. К. Войналовича занял полковник Г. Д. Лесли.
Полковник Н. Д. Невадовский свидетельствует, что до получения Дроздовским в ночь с 23 на 24 апреля (6—7 мая) в селении Крым сообщений от восставших донских казаков с просьбой о помощи ситуация командиру виделась безвыходной: он был огорчён понесёнными потерями, не мог далее продолжать бой с большевиками и ничего не знал относительно расположения и состояния Добровольческой армии. Лишь с прибытием гонцов от донских казаков Дроздовский смог выяснить обстановку: он узнал, что генерал Корнилов действительно погиб под Екатеринодаром, а также что его армия, истощённая „Ледяным походом“, подходит к границам Войска Донского.

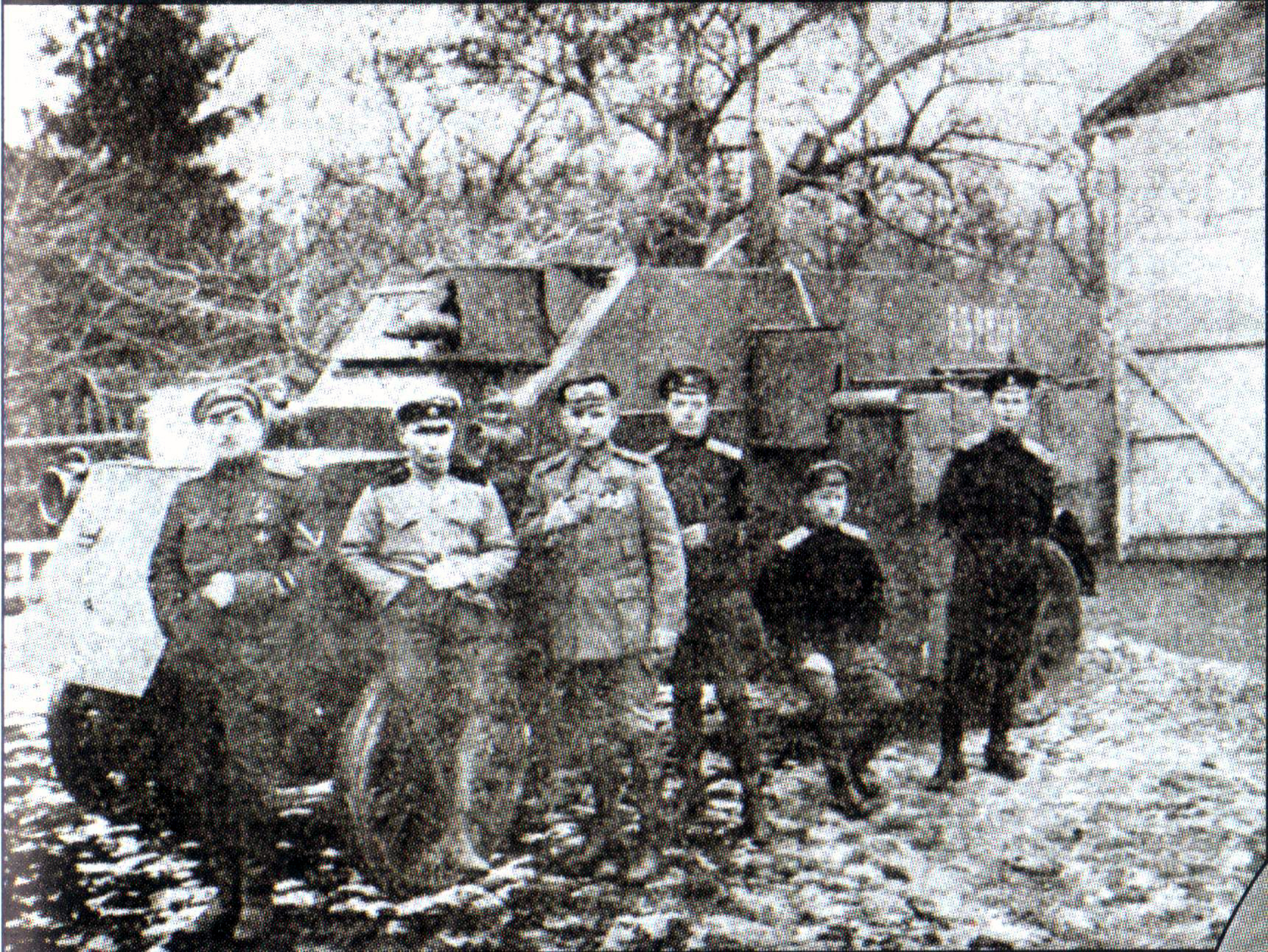
Команда бронеавтомобиля «Верный». 1918.

Несмотря на неудачу, которой в итоге окончились бои Дроздовского за Ростов, его наступление отвлекло большие силы красных от Новочеркасска, чем воспользовалась Южная группа казачьего ополчения полковника С. В. Денисова, штурмовавшая и взявшая в итоге столицу Области Войска Донского. Однако красные оказывали упорнейшее сопротивление и перешли в наступление против казаков, собрав все свои силы в один мощный кулак. После двух суток непрерывного натиска большевикам удалось овладеть предместьями Новочеркасска, а казачье руководство осознало, что сохранить завоёванное им вряд ли удастся: их войска не устояли и начали отступать. В этот момент перед полковником Денисовым предстал мотоциклист команды разведчиков дроздовцев подпоручик Варламов, доставивший казачьему полковнику пакет с короткой запиской:
Я с отрядом подхожу к Каменному Броду. Отдаю себя и мой отряд в Ваше распоряжение и, если обстановка требует, могу выслать немедленно две горные батареи с конным прикрытием. Задачу артиллерии и проводника высылайте.
— Полковник Дроздовский
 Дроздовский подоспел в самый критический для донцов момент боя: его батарея открыла огонь во фланг наступавшей красной пехоте, а броневик походников врезался в самую гущу неприятельских резервов и огнём четырёх своих „максимов“ с близкой дистанции разорвал ряды красноармейцев. Разворачивались и боевые цепи „дроздов“. Казаки, обнаружив неожиданную подмогу, воспряли и, перейдя в контратаку, преследовали и уничтожали отступающих красных на расстоянии более 15 вёрст.
Решив судьбу сражения в пользу войск генерала Денисова, к вечеру 25 апреля (8 мая) дроздовцы вступили в Новочеркасск. Этот день — день взятия белыми столицы Области Войска Донского в истории Белого движения и Гражданской войны принято считать датой окончания похода Яссы — Дон.
А на следующий день на площади у Войскового Свято-Вознесенского собора состоялся парад отряда, который принимал будущий донской атаман генерал П. Н. Краснов, ввиду блестящего его состояния, предложивший в мае Дроздовскому (всегда неизменно твёрдо от таких предложений донцов отказывавшемуся) войти в состав формируемой Донской армии на правах Донской пешей гвардии.
Тогда же Дроздовский издал приказ по отряду, в котором говорил своим добровольцам:
Пусть же послужит… нам примером, что только смелость и твёрдая воля творят большие дела, и что только непреклонное решение даёт успех и победу… Ещё много и много испытаний, лишений и борьбы предстоит нам впереди, но в сознании уже исполненного большого дела с великой радостью в сердце приветствую я вас, доблестные добровольцы, с окончанием вашего исторического похода
:73
Вскоре после окончания Румынского похода Дроздовский выехал на совещание в штаб Добровольческой армии, располагавшийся в ст. Мечётинская. Там был разработан план дальнейших действий и решено дать отдых и Добрармии — в районе Мечётинской, и отряду Дроздовского — в Новочеркасске. В столице Всевеликого Войска Донского в прибывший отряд М. Г. Дроздовского ежедневно стало записываться так много добровольцев, что через 10 дней Офицерский полк развернулся из одного батальона в три, а общая численность отряда возросла до 3 тыс. человек. Новочеркасск для белых добровольцев Дроздовского станет „последним мирным домом“, при оставлении города ими был дан прощальный бал в Мариинском донском институте: после этого отдыха „дрозды“ до самых последних дней эвакуации из Крыма не будут выходить из тяжёлых кровавых боёв. „Первопоходников“ среди них уцелеет к исходу гражданской войны на Юге России очень немного.
27 мая 1918 года в станице Мечетинская, несмотря на имевшее место противодействие этому процессу со стороны генерала Краснова, дроздовцы соединились с силами Добровольческой армии.

## Итоги

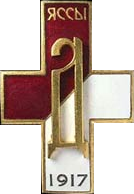
Нагрудный знак 2-го Офицерского генерала Дроздовского стрелкового полка (современная копия)

Приказом генерал-лейтенанта А. И. Деникина № 288 от 12 (25) мая 1918 года Бригада Русских добровольцев полковника М. Г. Дроздовского была включена в состав Добровольческой армии.
Части отряда полковника Дроздовского недолго задержались в станице Мечётинской после парада, проследовав по его окончании на расквартирование в станицу Егорлыцкую. При переформировании Добровольческой армии в июне 1918 года отряд составил 3-ю пехотную дивизию, а сам Дроздовский стал начальником 3-й пехотной дивизии, причём одним из условий вхождения его отряда в состав Добрармии стала гарантия его личной несменяемости в должности её командира.
Согласно приказу главнокомандующего Генерального штаба генерал-лейтенанта А. И. Деникина все юнкера и старших возрастов кадеты, прошедшие Дроздовский или Ледяной поход были произведены в офицеры.
Значение присоединения отряда Дроздовского к Добровольческой армии переоценить трудно: с Дроздовским пришли около 3000 бойцов-добровольцев, прекрасно вооружённых, снаряжённых и обмундированных, при значительной артиллерии (шести лёгких орудиях, четырёх горных, двух 48-линейных, одном 6-дюймовом и 14 зарядных ящиках), пулемётах (около 70 штук различных систем), двух броневиках („Верный“ и „Доброволец“), аэропланах, автомобилях, с телеграфом, оркестром, значительными запасами артиллерийских снарядов (около 800), ружейных и пулемётных патронов (200 тысяч), запасными винтовками (более тысячи). Отряд имел при себе оборудованную санитарную часть и обоз в отличном состоянии. Отряд на 70 % состоял из офицеров-фронтовиков:79, 383. Состояние дроздовского отряда произвело сильное впечатление на старые добровольческие части.
К этому времени обескровленная во время Первого Кубанского похода Добровольческая армия насчитывала в своём составе лишь немногим более 2000 штыков и 2500 шашек, имела всего семь орудий и небольшое количество пулемётов. Броневиков в армии не было ни одного, ощущался дефицит артиллерийских и ружейных снарядов. Санитарная и интендантская части отсутствовали.
В результате присоединения дроздовцев Добровольческая армия почти удвоилась численно, значительно пополнилась и материальная часть, но главное — приход добровольческой бригады на главный театр Гражданской войны вдохнул новые силы в возглавляемую генералом Деникиным армию и способствовал белым казакам перейти к наступательным действиям за контроль над Областью Войска Донского. Историк А. В. Шишов отмечает, что в одночасье приход дроздовцев придал импульс колоссальной силы военной составляющей Белого дела на российском Юге, как и осознанной борьбе монархистов и иных идейных врагов советской власти за единую и неделимую имперскую Великую Россию. Историк также отмечает, что Дроздовский поход для Белого дела стал „знаковым, героическим событием, заметно поднявшим боевой дух белых добровольцев“.

Иллюстрацией осознания руководством Добрармии значимости присоединения к ней дроздовцев служат слова, сказанные Верховным руководителем Армии генералом М. В. Алексеевым во время парада в Мечетинской. Сняв кубанку и поклонившись дроздовцам, он сказал: 
Мы были одни, но далеко в Румынии, в Яссах, билось сердце полковника Дроздовского, бились сердца пришедших с ним нам на помощь. Спасибо вам, рыцари духа, пришедшие издалека, чтобы влить в нас новые силы… Примите от меня, старого солдата, мой низкий поклон:32.
Во время похода отряд Дроздовского ликвидировал советскую власть в городах Мелитополе и Бердянске, а также других населённых пунктах по пути своего следования.
Боем под Ростовом с намного превосходящими силами красных дроздовцы первыми оказали помощь Войску Донскому, оттянув на себя из Новочеркасска крупные силы большевиков, что позволило восставшим казакам взять город. Через несколько дней внезапной атакой во фланг наступающим красным войскам дроздовцы дали казакам возможность отстоять столицу Области Войска Донского.
П. В. Колтышев полагает, что самое главное значение прибытия добровольцев Дроздовского на соединение с Добровольческой армией состояло в том, что своим приходом они создали благоприятные условия для создания Донской армии, дали ей возможность возобновить активную борьбу с большевиками на Северном Кавказе и начать Второй Кубанский поход:384.

Основатели Добровольческой армии рассчитывали на десяток таких отрядов, как привёл Дроздовский, однако в итоге поход так и остался одним из уникальных событий за всю историю Гражданской войны. П. Кенез пишет по этому поводу: 
Можно найти объективные причины, почему полковнику Дроздовскому удалось то, что никому другому не удавалось, но факт остаётся фактом: Дроздовский был выдающимся обаятельным человеком и с великими стремлениями:130.
Успех похода был обеспечен во многом за счёт его неожиданности, решительности — на грани дерзости, отваги бойцов и бесспорного тактического таланта командира:61.

## О знамени отряда
Присоединившийся к дроздовцам отряд Жебрак-Русановича был настоящей воинской частью: Сводный Морской Добровольческий полк. При выступлении из Измаила в нём было 76 офицеров. В походе в него влились отряд Руммеля и отдельные офицеры. Полк был по численности равен роте, Но в полку было настоящее боевое знамя - знамённый флаг 1-го Морского полка Отдельной Балтийской морской дивизии.
Как вспоминал в  мемуарах генерал Туркул, "...Он (Жебрак-Русанович) принёс нам знамя Балтийской дивизии, морской Андреевский флаг с синим крестом. Андреевский флаг стал полковым знаменем нашего стрелкового офицерского полка.»
Знамя - боевой символ части, и его наличие давало полную легитимность деятельности отряда добровольцев. Это знамя было спасено ВРИО командира 1-го Морского полка Отдельной Балтийской морской дивизии полковником Колдобским С.Н.
Морские части при нахождении на суше с 1837 года в качестве знамён имели знамённые флаги - адаптированные к древкам Андреевские флаги - на полотнище Андреевский крест, но стандартное древко (чёрного цвета), навершие и подток. А приказом № 617 от 11.11.1912 года было повелено отдавать честь морским знамённым флагам так же как и знамёнам.
В дальнейшем этот знамённый флаг образца 1837 года стал знаменем отряда Дроздовского, потом знаменем 2-го офицерского генерала Дроздовского стрелкового полка. Использование знамени Русской императорской армии создавало столь необходимую преемственность добровольцам.
В эмиграции, как и многие реликвии дроздовцев, знамённый флаг был передан на хранение в Русскую церковь Белграда. После 1944 года как трофей вывезен в Советский Союз. Ныне хранится в Эрмитаже.

### Исследования
- Дроздовский и дроздовцы / Сост. Р. Г. Гагкуев, В. Ж. Цветков. — М.: НП «Посев», 2006. — 692 с. — (Белые воины). — ISBN 5-85824-165-4.
- Абинякин, Р. М. Генерал-майор М. Г. Дроздовский // Белое движение. Исторические портреты / А. С. Кручинин. — АСТ Астрель, 2006. — С. 203—241. — 446 с. — ISBN 5-17-025887-9.
- Волков, С. В. Трагедия русского офицерства. — М., 1993. Архивировано 2 апреля 2015 года.
- Капустянский, А. П. Поход дроздовцев. — М.: Русский путь, 1993. — 30 с. — ISBN 5-85887-003-1.
- Кенез, П. Красная атака, белое сопротивление. 1917—1918 = Red Attack, White Resistance: Civil War in South Russia 1918 by Peter Kenez / Пер. с англ. К. А. Никифорова. — М.: ЗАО Центрполиграф, 2007. — С. 130—134. — (Россия в переломный момент истории). — ISBN 978-5-9524-2748-8.
- Федюк, В. П. Белые. Антибольшевистское движение на юге России 1917—1918 гг. — М.: АИРО-XX, 1996. — С. 47—51. — ISBN 5-88735-029-6.
- Карпенко, С. В. Белые генералы и красная смута / С. В. Карпенко. — М.: Вече, 2009. — 432 с. (За веру и верность). ISBN 978-5-9533-3479-2
- Р. Г. Гагкуев, В. Ж. Цветков, С. С. Балмасов Генерал Келлер в годы Великой войны и русской смуты // Граф Келлер М.: НП „Посев“, 2007 ISBN 5-85824-170-0
- Шишов, А. В. Генерал Дроздовский. Легендарный поход от Ясс до Кубани и Дона.. — М.: ЗАО Издательство Центрполиграф, 2012. — 431 с. — (Россия забытая и неизвестная. Золотая коллекция.). — ISBN 978-5-227-03734-3.
- Гагкуев, Р. Г. Белое движение на Юге России. Военное строительство, источники комплектования, социальный состав. 1917—1920 гг.. — М.: Содружество «Посев», 2012. — 704 с. — ISBN 978-5-9902820-3-2.
- Бортневский, В. Г. „…Через потоки чужой и своей крови…“ (Жизнь и судьба генерала М. Г. Дроздовского)// Белое дело (Люди и события). — СПб.: Издательско-полиграфический техникум (Санкт-Петербург) — Независимая гуманитарная академия, Историко-географический центр „Гея“, 1993. — Серия учебных пособий — 60 с.

### Воспоминания
- Витковский, В. К. В борьбе за Россию : Воспоминания. — 1963. (недоступная ссылка)
- Деникин, А. И. [militera.lib.ru/memo/russian/denikin_ai2/index.html Очерки русской смуты: В 3 книгах]. — М.: Айрис-пресс, 2006. — (Белая Россия). — ISBN 5-8112-1890-7.
- Дроздовский, М. Г. Дневник. — Берлин: Отто Кирхнер и Ко, 1923. — 190 с.
- Колтышев, П. В. Поход дроздовцев Яссы — Дон. 1200 вёрст. Воспоминания дроздовцев. 26 февраля (11 марта) — 25 апреля (8 мая) 1918 года // Дроздовский и дроздовцы. — М.: НП „Посев“, 2006. — 692 с. — ISBN 5-85824-165-4
- Кравченко, Вл. Дроздовцы от Ясс до Галлиполи: Сборник: [в 2 т.]. — Мюнхен, 1973.
- Туркул, А. В. Дроздовцы в огне. — Репринтн. воспр. с изд. 1948 года (издательство «Явь и Быль», Мюнхен). — Л.: Ингрия, 1991. — 288 с.

### В художественной литературе
- Андрей Валентинов. „Капитан Филибер“ (роман, 2007)